# Whitecraig
Whitecraig är en by i East Lothian i Skottland. Byn är belägen 8,7 km 
från Edinburgh. Orten har 1 360 invånare (2016).